# Томенарицький сільський округ
Томенари́цький сільський округ (каз. Төменарық ауылдық округі, рос. Томенарыкский сельский округ) — адміністративна одиниця у складі Жанакорганського району Кизилординської області Казахстану. Адміністративний центр та єдиний населений пункт — село Томенарик.
Населення — 3716 осіб (2021; 4069 у 2009, 4175 у 1999, 4236 у 1989).
Станом на 1989 рік існувала Томенарицька сільська рада (села Байкенже, Комунізм, Томенарик). Пізніше село Кожамберді (колишнє Комунізм) утворило окремий Кожамбердинський сільський округ, село Байкенже — окремий Байкенженський сільський округ.